# Arte erótico en Pompeya y Herculano

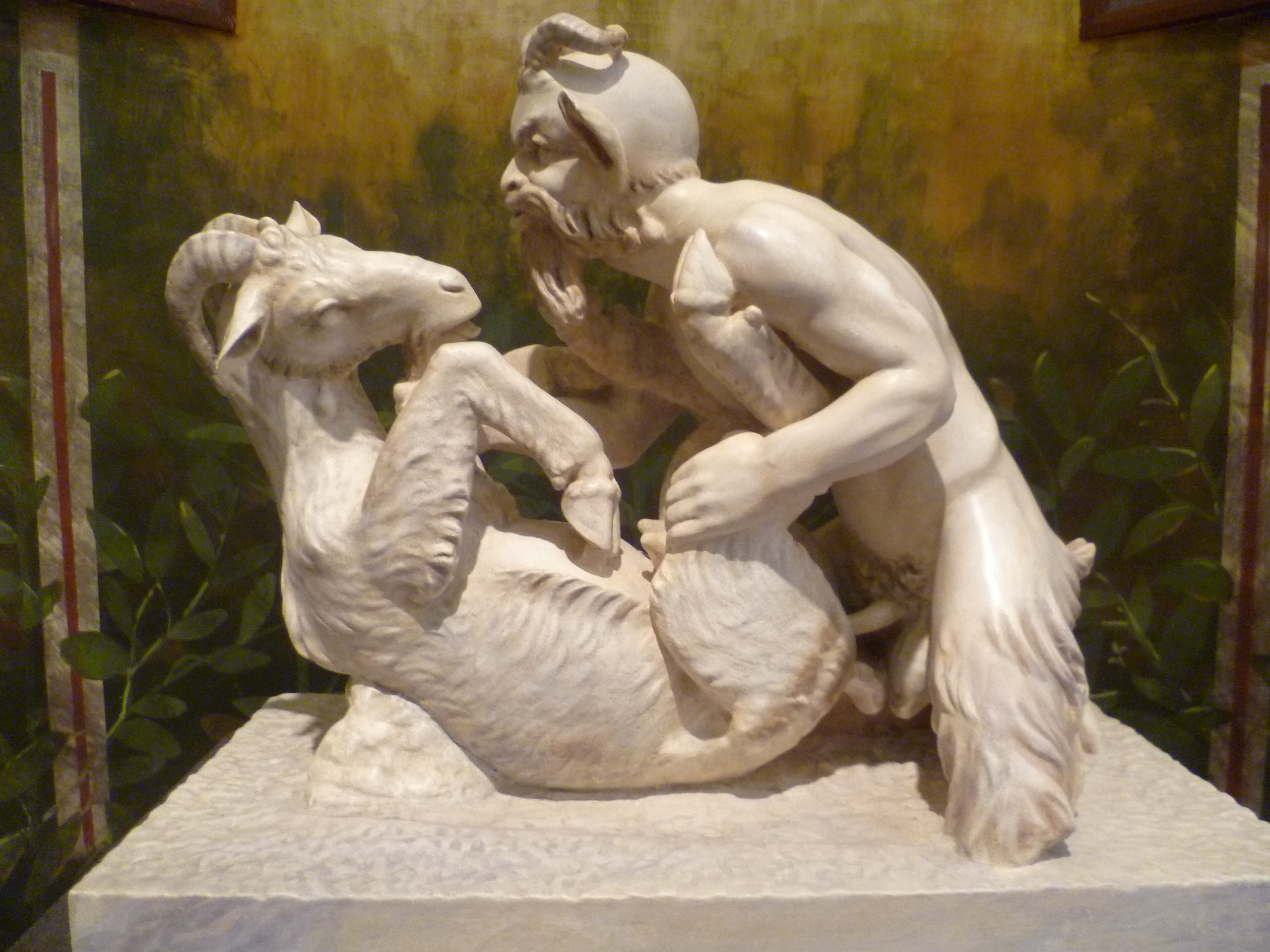
Pan copulando con una cabra, uno de los objetos más conocidos de la colección del Museo de Nápoles.

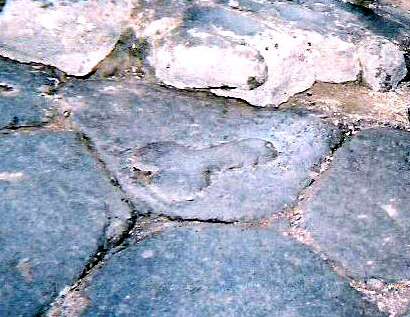
Fascinus en los adoquines de Pompeya, indica la dirección a seguir para llegar al lupanar.

El arte erótico en Pompeya y Herculano ha sido exhibido como arte y censurado como pornografía. Las ciudades de la Antigua Roma en torno a la bahía de Nápoles fueron destruidas por la erupción del Vesubio en 79, preservando así sus edificios y artefactos hasta que se iniciaron las excavaciones arqueológicas en el siglo XVIII. Estas excavaciones revelaron que las ciudades eran ricas en artefactos eróticos como esculturas, frescos, y objetos del hogar decorados con temas sexuales.
La ubicuidad de tales imágenes y artículos indica que el tratamiento de la sexualidad en la antigua Roma era más relajado que la cultura occidental actual; sin embargo, gran parte de las imágenes que al espectador moderno podrían parecer eróticas —como por ejemplo los falos de grandes dimensiones— podían formar parte de la imaginería de la fertilidad. Este choque de culturas dio lugar a que un gran número de artefactos eróticos de Pompeya estuvieran cerrados lejos del público durante casi 200 años, pero abierto únicamente a petición expresa de los estudiosos.
En 1819, cuando el rey Francisco I de las Dos Sicilias visitó la exposición de Pompeya en e Museo Arqueológico Nacional de Nápoles con su esposa y su hija, quedó avergonzado por el arte erótico y ordenó que fuera cerrado en un «gabinete secreto» —en referencia a los cuartos de maravillas|gabinetes de curiosidades—, que únicamente podía acceder la «gente de edad madura y moralmente respetados». Abrió, cerró, volvió a abrir de nuevo y luego cerró durante casi 100 años, hasta que el gabinete secreto se hizo accesible brevemente al final de la década de 1960 —durante la revolución sexual—, y finalmente se reabrió para su visualización en el 2000. Actualmente se puede visitar, pero los menores de edad deben entrar en el gabinete secreto en presencia de un adulto o con un permiso por escrito.

## Ejemplos famosos

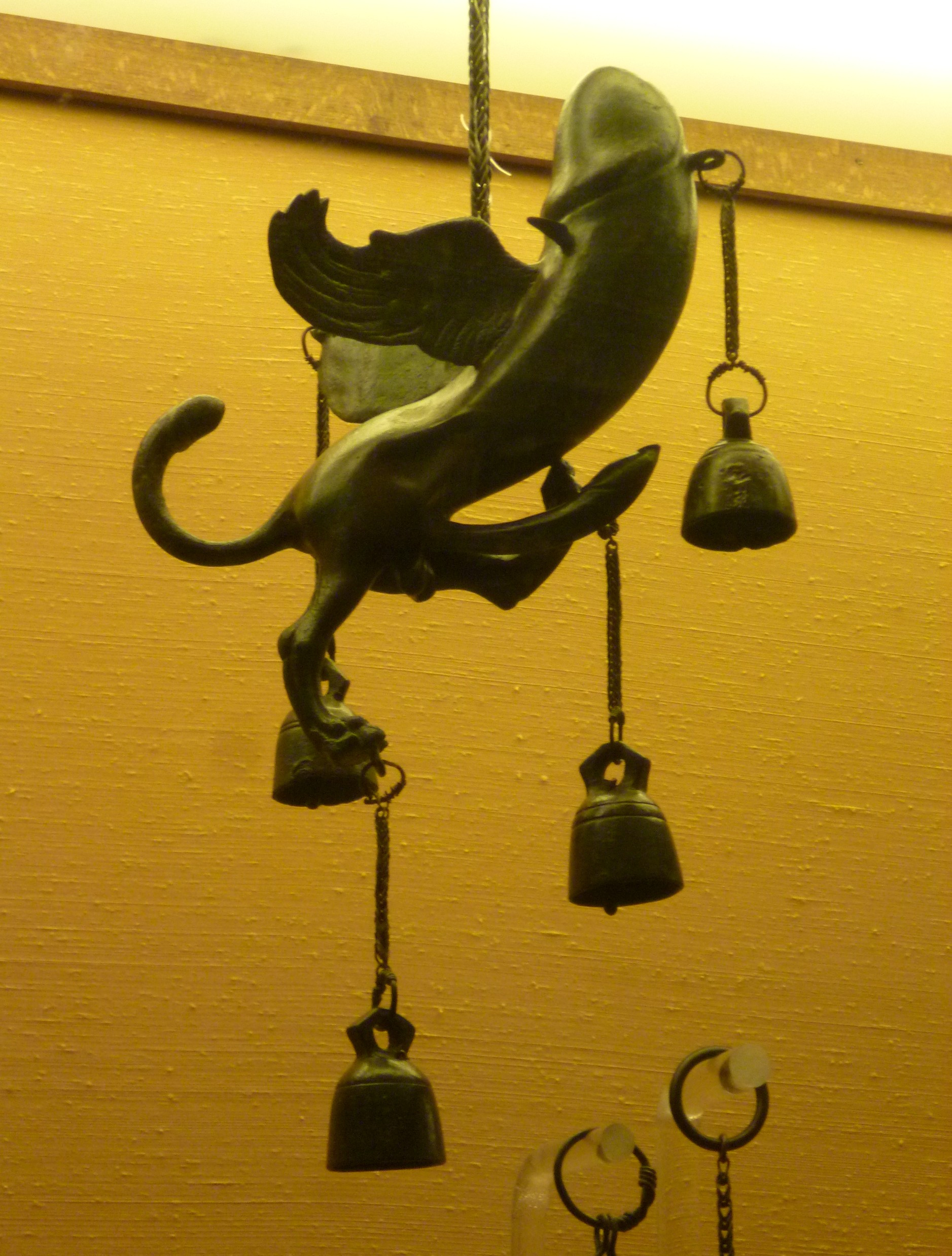
Amuleto de bronce representando un «falo tintiniando» tintinnabulum.

### Falos
El tintinnabulum (campanas eólicas), esculturas de bronce que representan animales o deidades (Pan, Príapo u otros) los itifallici (falos en erección), eran elementos bastante comunes en la decoración de las casas; estas campanas especiales con penes grandes en erección probablemente debían entenderse, más que en el sentido sexual, como símbolos de fertilidad y fortuna. El falo de cualquier deidad o imagen de iniciativa propia, era una común y no era visto como una amenaza ni siquiera necesariamente erótico, sino como un guardián contra el mal de ojo.

### Príapo
Un fresco de pared que representaba a Príapo, el dios del sexo y la fertilidad, con su erección de grandes dimensiones, fue cubierto de yeso —y, como explica Karl Schefold, incluso la reproducción anterior estaba cerrada «sin pudor» y únicamente se abría a petición— y fue redescubierto en 1998 debido a las lluvias. [3]
La segunda imagen, de Schefold, Karl en su obra: Vergessenes Pompeji: Unveröffentlichte Bilder römischer Wanddekorationen in geschichtlicher Folge. (1962), después de una restauración se ha aprovechado para que aparezca con sus colores mucho más brillantes.

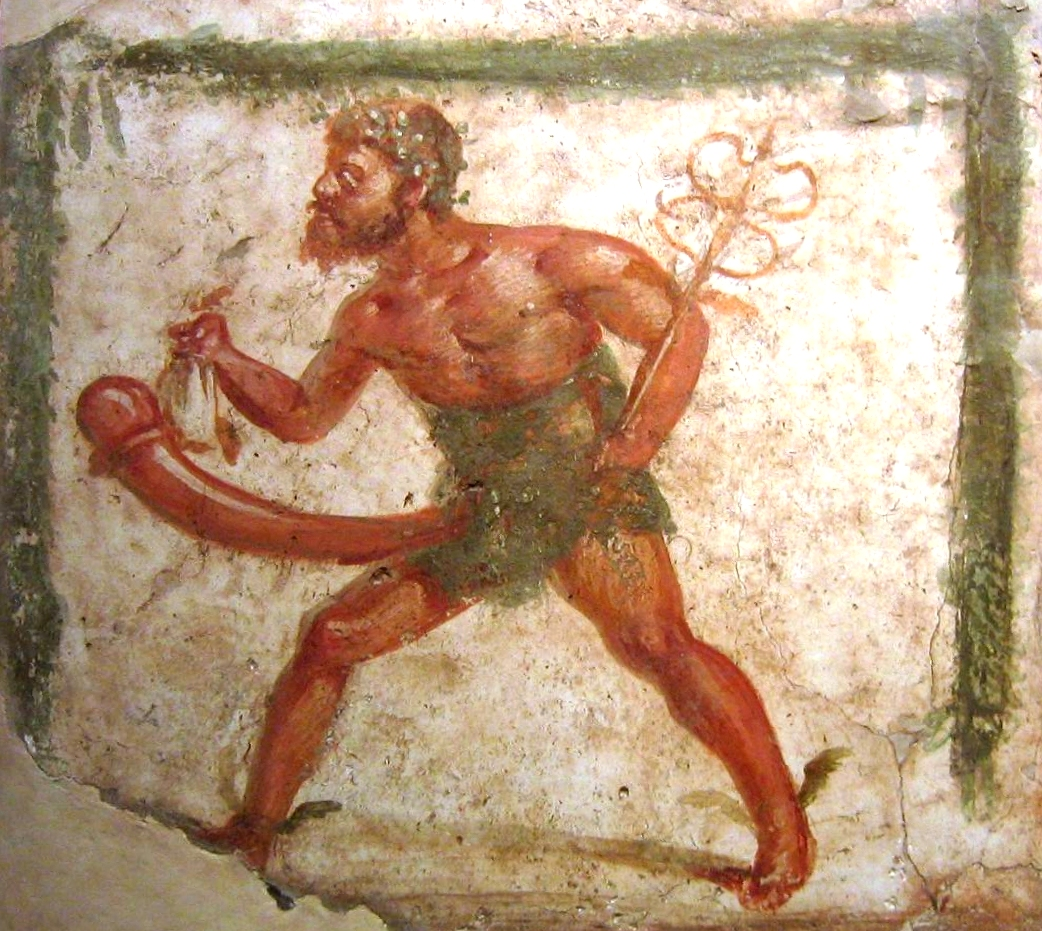
Pintura mural de Mercurio/Príapo
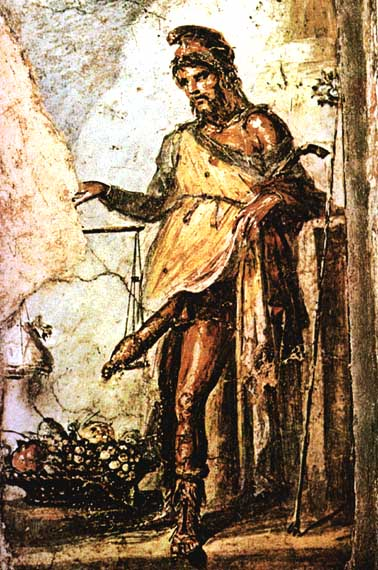
Pintura mural de Príapo, Casa de los Vettii
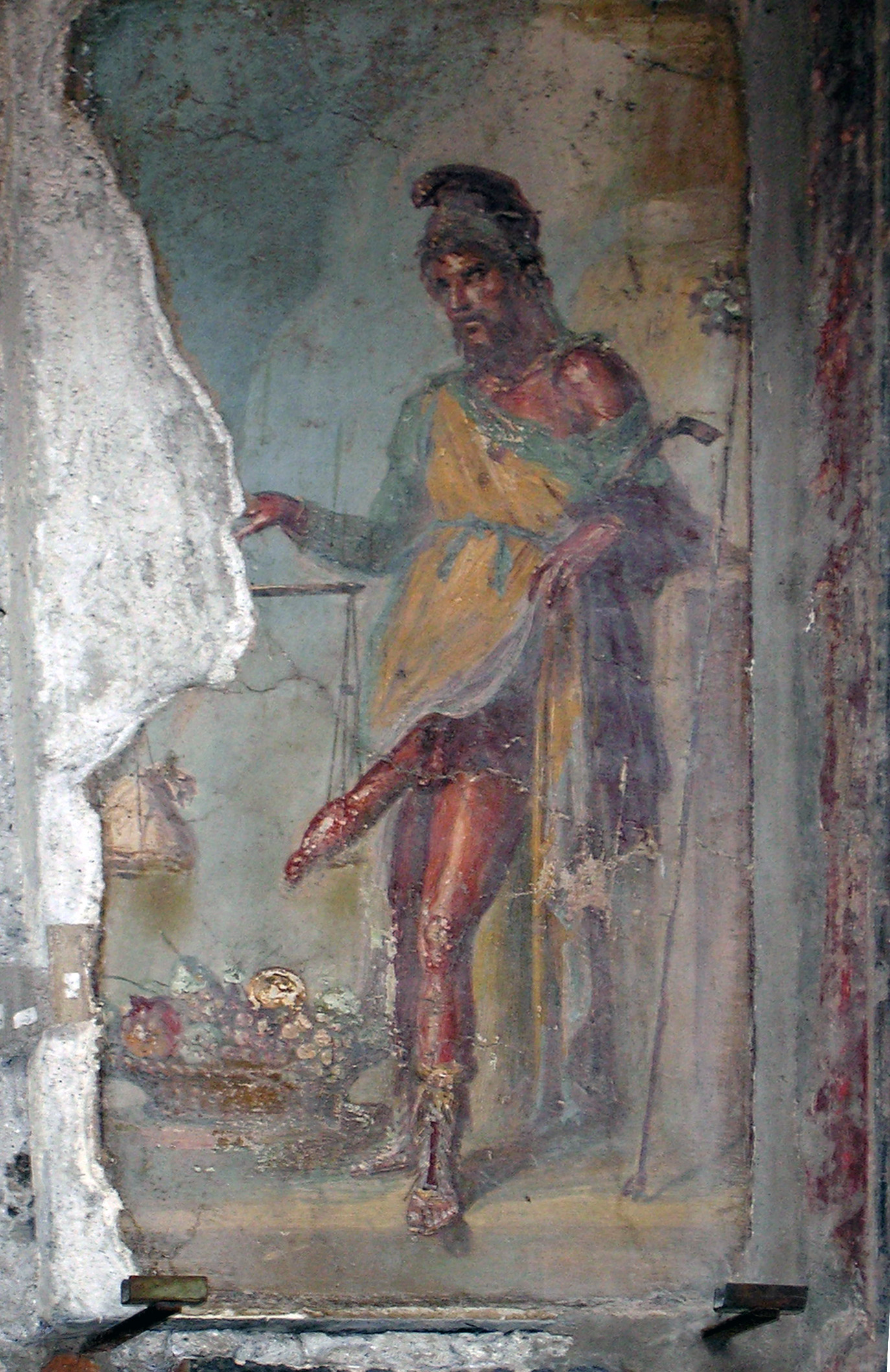
El fresco como estaba en origen, antes de su restauración.

## Los burdeles

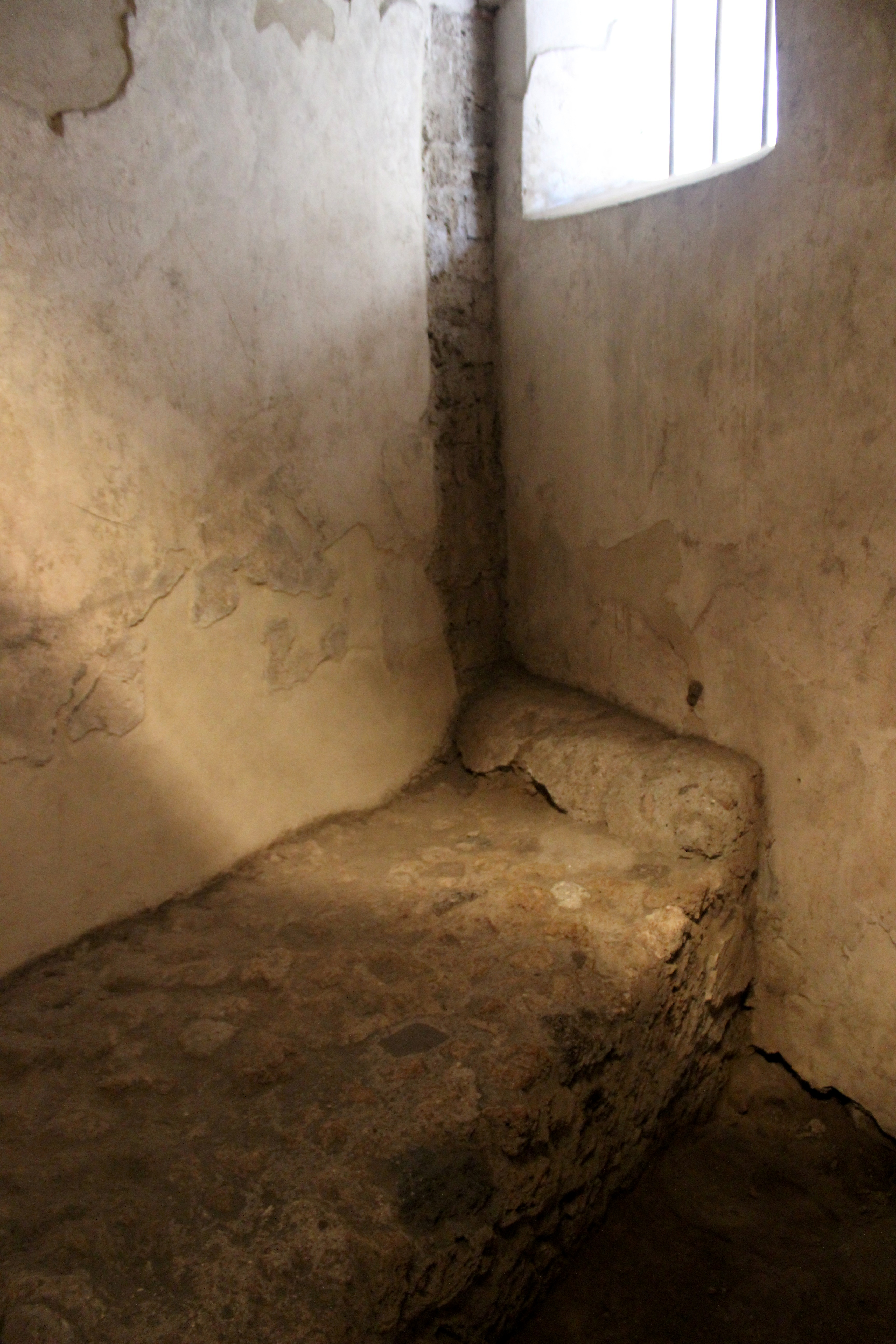
Cama en una de las salas del lupanar de Pompeya.

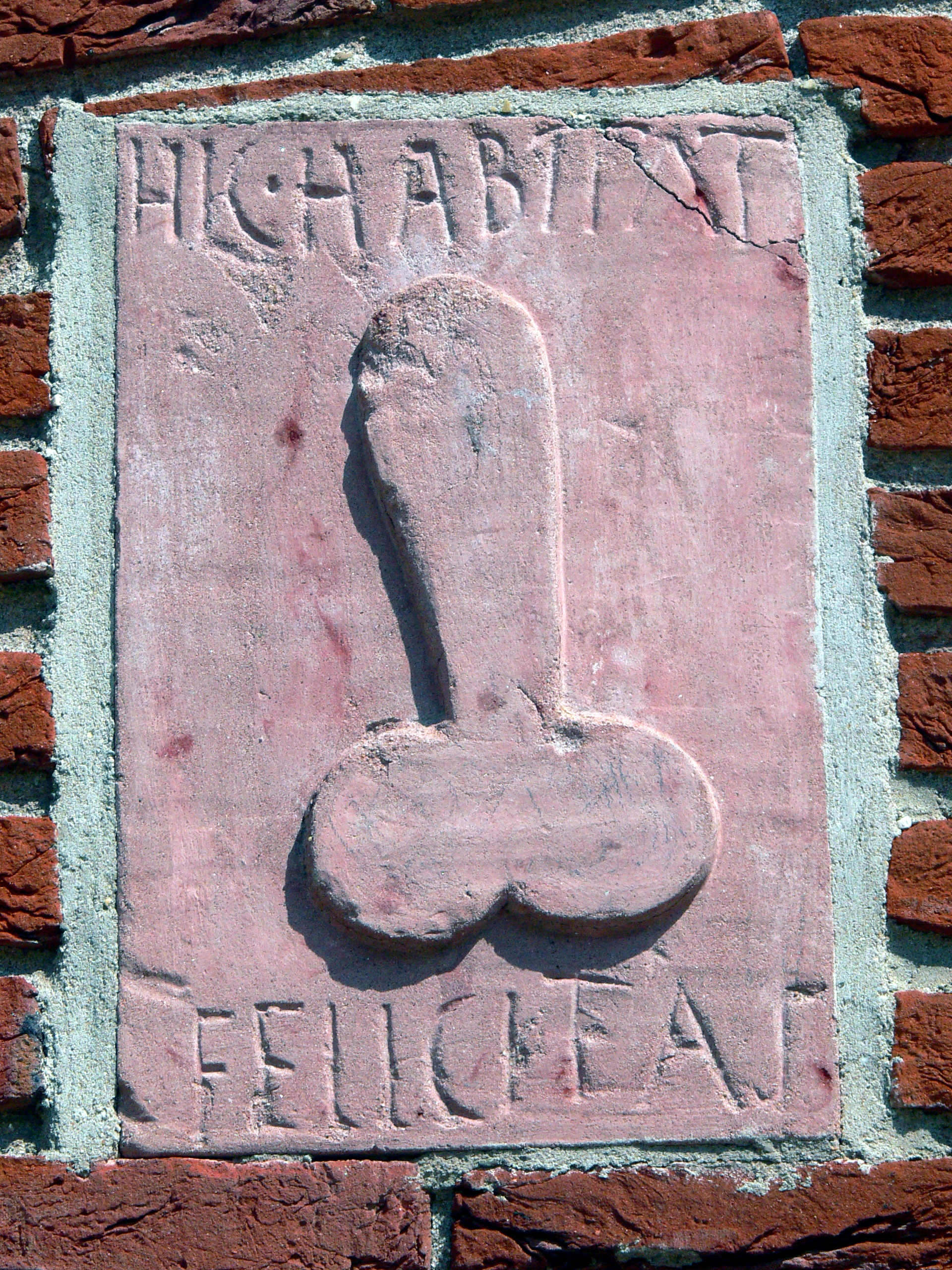
Inscripción latina Hic habitat felicitas («Aquí vive la felicidad» o «Aquí vive la buena suerte»). CIL IV, 1454

La prostitución en la antigua Roma era legal y autorizada. En la antigua Roma, los hombres romanos de mayor estatus social eran libres de participar en encuentros con personas que practicasen la prostitución, tanto hombres como mujeres, sin ningún peligro de incurrir en la desaprobación moral. No está claro si las imágenes en las paredes eran anuncios de los servicios ofrecidos por las prostitutas o estaban destinados simplemente para aumentar el placer de los visitantes. Algunas de las pinturas y frescos de inmediato se convirtieron en famosas porque representaban escenas eróticas explícitas, a veces, sexuales.
Uno de los edificios más curiosos recuperados de Pompeya era en realidad un lupanar o burdel que tenía muchas pinturas eróticas y grafitos en el interior. Las pinturas eróticas parecen presentar una visión idealizada del sexo en desacuerdo con la realidad de la función del burdel. El lupanar tenía 10 habitaciones —cubicula, cinco por piso—, un balcón y una letrina. El Lupanar no fue el único burdel de la ciudad. Las primeras excavaciones en Pompeya clasificaron de forma rápida como burdeles en cualquier edificio que contenía pinturas eróticas. Según esta métrica, Pompeya tenía 35 burdeles. Dada una población de 10.000 en Pompeya durante el siglo I, esto deja un prostíbulo por cada 286 personas o 71 hombres adultos. El uso de un estándar más estricto para la identificación de los burdeles da una cifra más realista, que incluye 9 establecimientos con habitaciones individuales.
Parece que la ciudad se orientó a la consideración cálida de los asuntos sensuales: en una pared de la Basílica —especie de un tribunal civil frecuentado por muchos turistas romanos y viajeros de la época—, una inscripción advertía al extranjero: «Si alguien está buscando un poco de amor tierno en esta ciudad, tenga en cuenta que aquí todas las chicas son muy amables». Otras inscripciones revelan alguna información de los precios de las mujeres, para varios servicios: «Athenas 2 ases, Sabina, 2 ases»; «A, la esclava de la casa, 8 ases»; o «Maritimus lame la vulva por 4 ases. Él también está listo para dar servicio a vírgenes».
A las cámaras de las prostitutas se podía acceder directamente desde la calle o, cuando estaban ubicadas en el primer piso, a una ínsula, a través de una escalera exterior. A veces, la única protección era una cortina que separaba la habitación de la calle. El espacio dedicado a las habitaciones estaba aprovechado al máximo: había una cama de ladrillos o de piedra sobre el que se colocaba un colchón corto y resistente. El entorno era a menudo sucio y ahumado por las lámparas.
A menudo, se informaba en la calle de la existencia de un burdel con signos muy explícitos:
- un pene con la inscripción: Hic habitat felicitas ( «Aquí vive la felicidad»);[13]
- cuatro penes dibujados en un cubilete para el juego de los dados;
- las tres gracias, junto con una anciana y con la inscripción sorores IIII («Cuatro hermanas»).[14]

## Termas suburbanas

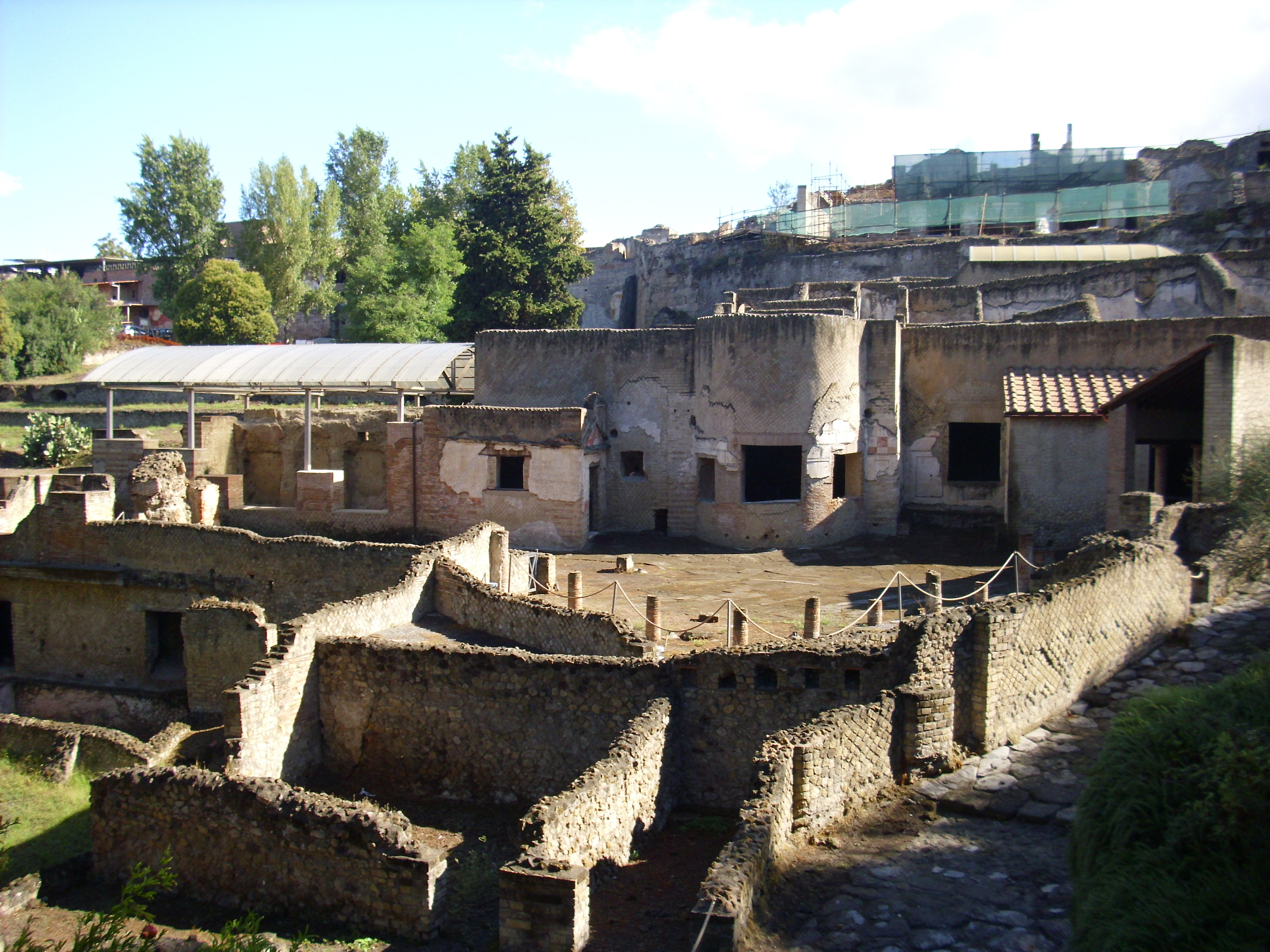
Pompeya - Termas suburbanas.

Se encuentran situadas justo extramuros de la ciudad, cerca de la Puerta Marina. Construidas a comienzos del siglo I, estaban en proceso de restauración en el momento de la erupción del Vesubio. Fueron excavadas en los años ochenta, y eran una empresa comercial privada, situada en los bajos de un edificio que tenía en el piso superior viviendas y locales de otro tipo.
Estas termas se han hecho famosas por las ocho escenas de actividades sexuales de la parte superior de la pared del vestuario (apodyterium), de las cuales se han conservado únicamente las pinturas de una de las paredes, pero originalmente debían decorar otras dos, presentando tal vez veinticuatro variedades distintas de posturas para practicar el sexo. Debajo de las escenas se encuentran otras pinturas que representan unas cajas o cestas de madera, todas ellas debidamente numeradas —donde se puede leer los números I-XVI—.

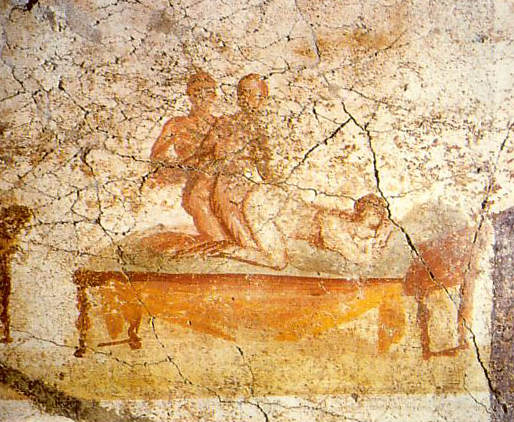
Un trío sexual en un mural de Pompeya.
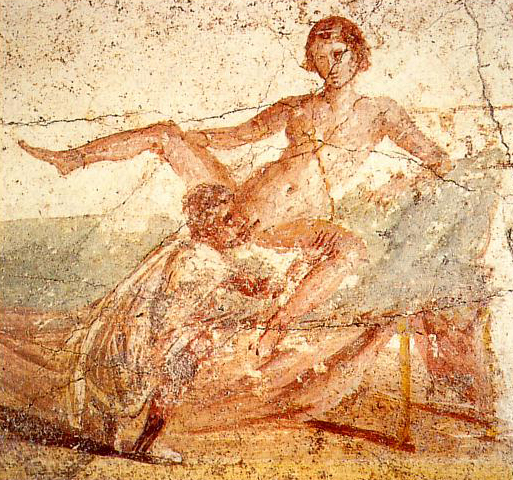
Escena erótica de las termas  que representa un cunnilingus.

## Representación de Venus
El mural de la Venus de Pompeya nunca fue visto por Sandro Botticelli, pintor de El Nacimiento de Venus, pero puede haber sido una copia romana del entonces famoso cuadro Venus Anadiomena del pintor Apeles, que Luciano de Samosata mencionó.

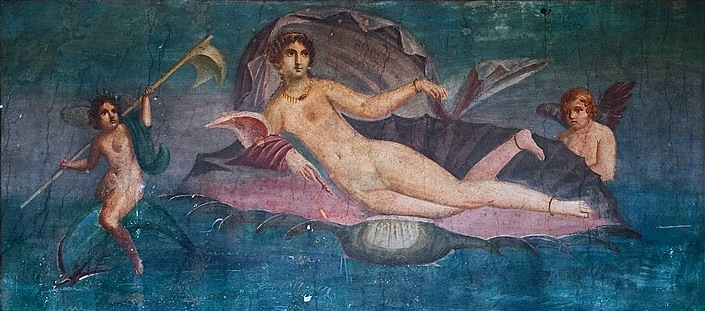
Mural de Venus descubierto en 1960. Se supone que este fresco podría ser una copia romana del retrato de Campaspe, amante de Alejandro Magno.